# 디자이너
디자이너(designer), 또는 도안자, 설계사, 의장자는 무언가를 꾸미는 사람을 말한다. 가장 넓은 범위의 정의는 허버트 사이먼이 언급한 다음 문장이라고 할 수 있다.
| “ | 현존하는 상황을 더 선호하는 상황으로 바꾸기 위한 일련의 행동을 고안해 내는 사람이라면 누구든지 디자인한다. Everyone designs who devises courses of action aimed at changing existing situations into preferred ones | ” |

디자이너로 일할 경우 특정 분야에서 창의성을 요구하는 것이 보통이다. 디자이너는 보통 무언가 새로운 것을 다른 사람들에게 보여 주기 위해 드로잉이나 모델을 만들 책임을 진다. 이러한 일은 어떻게 보일지뿐만 아니라 어떻게 사용되고 만들어지는지까지 고려되어야 한다. 디자인 직업, 분야마다 작업 스타일과 디자이너의 원칙에는 큰 차이가 난다.

## 예
디자이너의 예는 다음과 같다:
- 자동차 디자이너
- 패션 디자이너
- 게임 디자이너
- 그래픽 디자이너
- 만화가
- 일러스트레이터
- 애니메이터
- 산업 디자이너
- 인터랙션 디자이너
- 인테리어 디자이너
- 시스템 디자이너
- 웹 디자이너
- 책 디자이너
- 정원 디자이너
- 캐릭터 디자이너
- 시각 디자이너

## 참조
1. ↑  Simon, H. A. (1996). The Sciences of the Artificial (third ed.). Cambridge, MA: MIT Press (p. 111).

## 같이 보기
- 미술
- 디자인